# Schlagerrallye
Schlagerrallye war eine Hörerhitparade im Hörfunkprogramm des Westdeutschen Rundfunks (WDR), die von Januar 1974 bis Ende März 1995 ausgestrahlt wurde. Sie spielte keine Schlagermusik, sondern schwerpunktmäßig Rock- und Popmusik.

## Ablauf
Die Hörer konnten zunächst mit Hilfe von Postkarten und ab Februar 1986 mit dem sogenannten TED-Anruf ihre Hitparade bestimmen. Zur Wahl standen jeweils 15 platzierte Songs aus der Vorwoche sowie fünf Neuvorstellungen.
Die Top Ten wurden in der Sendung ausgespielt, die Plätze 11–15 erwähnt bzw. kurz angespielt. Die Neuvorstellungen wurden von einer monatlich neu aus Hörern gebildeten Jury ausgesucht, die sich einmal pro Woche beim WDR traf und aus den neu erschienenen Singles auswählte. Eine Neuvorstellung pro Sendung wurde aus Posteinsendungen ausgelost. Jeder Einsender schrieb daher zwei Titel auf seine Postkarte: einen Favoriten aus den angebotenen 20 Titeln und einen beliebigen Song als Neuvorstellung, für den nur die Einschränkung galt, dass er sich in der Schlagerrallye nicht schon einmal platziert haben durfte.
Für die Titel in der Hitparade gab es, im Gegensatz zu anderen Rundfunk- und Fernseh-Hitparaden, keine Maximal-Platzierungszeit. Erst wenn sie aus der Hitparade fielen (d. h. nicht mindestens Platz 15 erreichten), konnten sie nicht mehr wiedergewählt werden.
Aufgrund von verschiedenen Programmreformen änderte sich auch die TED-Anwendung mehrfach. So reduzierte sich die Anzahl der zur Verfügung stehenden TED-Zugänge in einigen Jahren, weil TED-Zugänge durch ZDF-Aktionen wie die Wahl der Sommer-Spielfilme belegt waren. Später wurde nur eine TED-Nummer verwendet, und die Hörer hatten während des jeweils laufenden Titels die Möglichkeit des Anrufs. Manipulationsversuche über TED konnten größtenteils erkannt werden.

## Sendeplätze
Gesendet wurde die Schlagerrallye zunächst samstags von 19:05 bis 21 Uhr im Rahmen der Sendung „Fünf nach sieben – Radiothek“ auf WDR 2. Da das Konzept der Radiothek zwischen ca. 20:20 und 20:50 Uhr einen sog. „Wortbeitrag“ vorsah, der mit der Schlagerrallye nichts zu tun hatte, betrug die Netto-Sendedauer der Rallye ca. 85 Minuten: 19:05 Uhr Hauptteil – 20:20 Uhr Wortbeitrag – 20:50 Uhr Schnelldurchlauf.
Ab Januar 1981 wechselte die Schlagerrallye auf den Montagabend, wo sie, auf 55 Minuten gekürzt, ab 20:05 Uhr im Rahmen der neuen Sendung Pop Session ausgestrahlt wurde.
Nach einer Programmreform beim WDR im Juni 1986 wurde die Schlagerrallye auf WDR 1 verlegt. Die neue Sendezeit war nun samstags von 13:30 bis 15 Uhr. Ab Januar 1987 lief sie ab 13:05 Uhr und ab Oktober 1991 von 12:05 bis 15 Uhr. Durch die gründlichen Recherchen von Moderator Wolfgang Roth kam es des Öfteren vor, dass zwischen den einzelnen Musiktiteln fast 5 Minuten vergingen. Nach den einzelnen, verschiedenen Programmreformen änderten sich auch die Abläufe geringfügig, was letztendlich zu 15 platzierten Titeln und 15 Neuvorstellungen führte.
Durch die Umstellung von WDR 1 auf 1 Live am 1. April 1995 passte die Schlagerrallye nicht mehr zur neuen Zielgruppe des Senders und fiel somit der Programmreform zum Opfer.

## Moderatoren
Erster Moderator und Produzent war bis Ende 1983 Wolfgang Neumann, der später Unterhaltungschef des ZDF wurde. Vertreten wurde er gelegentlich von Robert Treutel (1983 bis Mitte 1984) und verschiedene andere, sporadische und kurzfristig tätige Personen. Dann ging die Sendung ab Januar 1984 an Adolf „Buddha“ Krämer, der sie bis Juli 1984 selbst moderierte und danach nur noch produzierte. Ab Juli 1984 wurde die Sendung von Wolfgang Roth moderiert, mit gelegentlichen und sporadischen Urlaubs- und/oder Krankheitsvertretungen durch Dave Colman, Stefan Bitterle und Matthias Ewert.

## Sonstiges
Bekannte Unterlegmusiken der Schlagerrallye waren u. a. The Crunch von der RAH Band (zumeist als Opener), The Horse von Cliff Nobles & Company oder auch Let’s Live Together von den Road Apples.

2018 begann das private Hobby-Webradio-Projekt Back in Time, die Schlagerrallye inoffiziell fortzuführen. Der Programmablauf der nun sogenannten Schlagerrallye 2018 ähnelt dem Konzept der Schlagerrallye der Anfangszeit unter Wolfgang Neumann. Es werden acht Hörer-Neuvorstellungen und die von den Hörern gewählten Top 15 gespielt. Zudem sendet Radio Back in Time Schlagerrallye Flashbacks mit Songs der Top-20-Jahresauswertungen aus den Epochen von Wolfgang Neumann (1974–1983) und Wolfgang Roth (1984–1995).

## Top 10 der ewigen Bestenliste
1. Moonlight Shadow – Mike Oldfield – 554 Punkte – 1983/84 – 74 Wochen
2. The Final Countdown – Europe – 472 Punkte – 1986/1987 – 69 Wochen
3. The Sun Always Shines on T.V. – a-ha – 451 Punkte – 1986/1987 – 75 Wochen
4. Don’t Bring Me Down – Electric Light Orchestra – 409 Punkte – 1979/1980 – 52 Wochen
5. Schrei nach Liebe – Die Ärzte – 383 Punkte – 1993/1994 – 48 Wochen
6. Bohemian Rhapsody – Queen – 307 Punkte – 1976 – 25 Wochen – 1991/1992 – 21 Wochen
7. Drachen sollen fliegen – Pur – 307 Punkte – 1992/1993 – 36 Wochen
8. The Living Daylights – a-ha – 290 Punkte – 1987/1988 – 34 Wochen
9. Wenn sie diesen Tango hört – Pur – 276 Punkte – 1989/1990 – 37 Wochen
10. Sie sieht die Sonne – Pur – 275 Punkte – 1994 – 33 Wochen

## Platz 1 der Bestenliste von 1974 bis 1995
- 1974 – Roll Away the Stone – Mott the Hoople – 110 Punkte
- 1975 – Ur-Ur-Enkel von Frankenstein – Frank Zander – 167 Punkte
- 1976 – Music – John Miles – 191 Punkte
- 1977 – Hotel California – Eagles – 231 Punkte
- 1978 – Eagle – Abba – 221 Punkte
- 1979 – Don’t Bring Me Down – Electric Light Orchestra – 190 Punkte
- 1980 – Don’t Bring Me Down – Electric Light Orchestra – 219 Punkte
- 1981 – Hold On Tight – Electric Light Orchestra – 179 Punkte
- 1982 – Wir wollen leben – Grobschnitt – 154 Punkte
- 1983 – Moonlight Shadow – Mike Oldfield – 300 Punkte
- 1984 – Moonlight Shadow – Mike Oldfield – 254 Punkte
- 1985 – Take on Me – a-ha – 136 Punkte
- 1986 – The Sun Always Shines on T.V. – a-ha – 402 Punkte
- 1987 – The Final Countdown – Europe – 277 Punkte
- 1988 – Always on My Mind – Pet Shop Boys – 210 Punkte
- 1989 – Looking for Freedom – David Hasselhoff – 218 Punkte
- 1990 – Enjoy the Silence – Depeche Mode – 239 Punkte
- 1991 – Games – New Kids on the Block – 263 Punkte
- 1992 – If You Go Away – New Kids on the Block – 238 Punkte
- 1993 – Bed of Roses – Bon Jovi – 267 Punkte
- 1994 – Schrei nach Liebe – Die Ärzte – 280 Punkte
- 1995 – Wilder Westen – Hartmann – 114 Punkte (im Jahre 1995 gab es nur noch 12 Sendungen)